# Alto Palatinado
Alto Palatinado (em alemão Oberpfalz) é uma região administrativa (Regierungsbezirk) da Baviera, sua capital é a cidade de Ratisbona (Regensburg).

## Subdivisões administrativas
A região de Oberpfalz está dividida em sete distritos (kreise) e três cidades independentes (Kreisfreie Städte), que não pertencem a nenhum distrito.
- kreise (distritos):

1. Amberg-Sulzbach
2. Cham
3. Neumarkt
4. Neustadt (Waldnaab)
5. Ratisbona
6. Schwandorf
7. Tirschenreuth

- Kreisfreie Städte (cidades independentes):

1. Amberg
2. Ratisbona
3. Weiden